# Teoria da conspiração

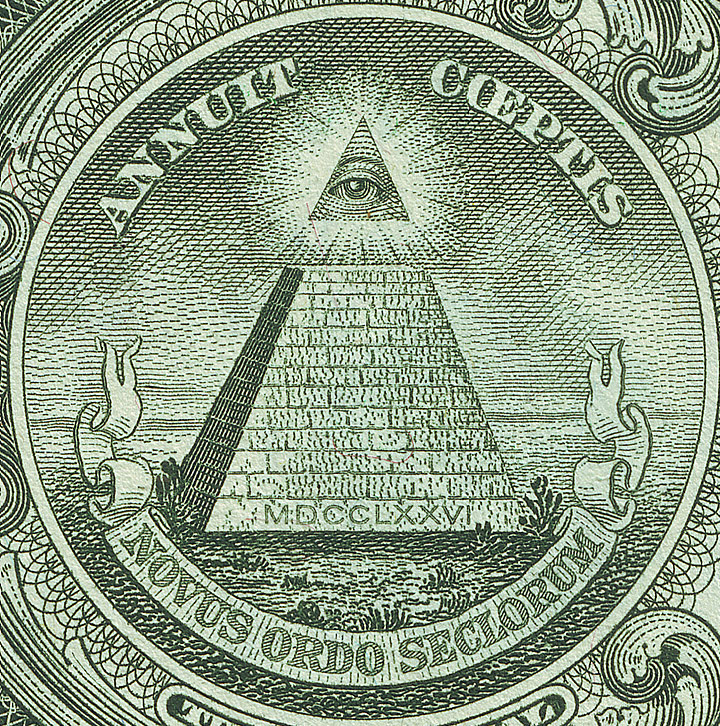
O Olho da Providência, ou o olho que tudo vê de Deus, exibido na nota de um dólar americano, tem sido usado por algumas pessoas como evidência de uma conspiração envolvendo os fundadores dos Estados Unidos.

Teoria da conspiração, também chamada de teoria conspiratória / teoria conspirativa ou conspiracionismo, é uma hipótese explicativa ou especulativa que sugere que há duas ou mais pessoas ou até mesmo uma organização que têm “tramado” para causar ou acobertar, por meio de planejamento secreto e de ação deliberada, em situação ou evento tipicamente considerado manipulativo, ilegal ou prejudicial.
Desde meados dos anos 1960, o termo se refere a explicações que mencionam conspirações sem fundamento, muitas vezes produzindo suposições que contrariam a compreensão predominante dos eventos históricos ou de simples fatos.
Uma característica comum das teorias conspiratórias é que elas evoluem para incluir provas contra si próprias, de modo que se tornem infalseáveis e, como afirma Michael Barkun, "uma questão de fé em vez de prova". O termo "teoria da conspiração" adquiriu, portanto, um significado depreciativo e é muitas vezes usado para rejeitar ou ridicularizar crenças impopulares.
As teorias da conspiração são geralmente concebidas para resistir à falsificação e são reforçadas pelo raciocínio circular: tanto as provas contra a conspiração como a ausência de provas a seu favor são mal interpretadas como provas da sua verdade, pelo que a conspiração se torna uma questão de fé em vez de algo que pode ser provado ou refutado. Estudos relacionaram a crença em teorias da conspiração à desconfiança na autoridade e ao cinismo político. Alguns pesquisadores sugerem que a ideação conspiracionista - crença em teorias da conspiração - pode ser psicologicamente prejudicial ou patológica, e que está correlacionada com menor pensamento analítico, baixa inteligência, projeção psicológica, paranoia e maquiavelismo. Os psicólogos geralmente atribuem a crença em teorias da conspiração a uma série de condições psicopatológicas, como paranoia, esquizotipia, narcisismo e apego inseguro, ou a uma forma de preconceito cognitivo chamada "percepção de padrão ilusório". No entanto, um artigo de revisão de 2020 descobriu que a maioria dos cientistas cognitivos veem a teorização da conspiração como tipicamente não patológica, dado que a crença infundada na conspiração é comum em culturas históricas e contemporâneas, e pode surgir de tendências humanas inatas para fofocas, grupo coesão e religião. Relaciona-se à apofenia, ou seja, fenômeno mental no qual as pessoas tendem a formar ou reconhecer conexões a partir de dados totalmente aleatórios, chegando a conclusões a partir de dados inconclusivos.

## Uso do termo
Os indivíduos formulam teorias conspiratórias para explicar, por exemplo, as relações de poder em grupos sociais e a existência percebida de forças malignas. Teorias da conspiração têm origens principalmente psicológicas ou sociopolíticas.[carece de fontes?] As origens psicológicas propostas incluem projeção; a necessidade pessoal de tentar explicar "um evento significante [com] uma causa significante"; e o resultado de vários tipos e estágios de transtornos de pensamento (disposição paranoica, por exemplo), que vão desde as doenças mentais graves até as diagnosticáveis. Algumas pessoas preferem explicações sociopolíticas para não se sentirem inseguras ao se depararem com situações aleatórias, imprevisíveis ou, de outra forma, inexplicáveis. A crença em teorias da conspiração pode ser racional, de acordo com alguns filósofos.
Historicamente, as teorias da conspiração estiveram intimamente ligadas ao preconceito, à propaganda, à caça às bruxas, às guerras e aos genocídios. Eles são atribuídos a causadores de ataques terroristas e foram usados como justificativa por Timothy McVeigh e Anders Breivik, bem como por governos como a Alemanha nazista, a União Soviética e Turquia. A negação da AIDS pelo governo da África do Sul, motivada por teorias da conspiração, causou cerca de 330 000 mortes por AIDS, QAnon e a negação sobre os resultados das eleições presidenciais dos Estados Unidos de 2020 levaram ao Ataque ao Capitólio dos Estados Unidos, enquanto a crença em teorias da conspiração sobre alimentos geneticamente modificados levou o governo da Zâmbia a rejeitar a ajuda alimentar durante uma fome, numa época em que três milhões de pessoas no país estavam sofrendo de fome. As teorias da conspiração são um obstáculo significativo para melhorias na saúde pública, encorajando a oposição à vacinação e à fluoretação da água, entre outras, e têm sido associadas a surtos de doenças evitáveis por vacinação. Outros efeitos das teorias da conspiração incluem redução da confiança nas evidências científicas, radicalização e reforço ideológico de grupos extremistas e consequências negativas para a economia.
As teorias da conspiração, antes limitadas a públicos sem importância, tornaram-se comuns nos meios de comunicação de massa, na Internet e nas redes sociais, emergindo como um fenômeno cultural do final do século XX e início do século XXI. Eles estão espalhados por todo o mundo e são frequentemente reforçados, alguns até mesmo mantidos pela maioria da população. As intervenções para reduzir a ocorrência de crenças conspiratórias incluem a manutenção de uma sociedade aberta e a melhoria das habilidades de pensamento analítico do público em geral.

### História
O Dicionário de Inglês Oxford define teoria da conspiração como "a teoria de que um evento ou fenômeno ocorre como resultado de uma conspiração entre as partes interessadas; spec. uma crença de que alguma agência secreta, porém influente — tipicamente motivada por questões políticas e opressiva em seus propósitos —, é responsável por um evento inexplicável", e cita um artigo de 1909 publicado na revista A Revisão Histórica da América como o exemplo de uso mais antigo. Atualmente, as teorias conspiratórias estão amplamente presentes na Web na forma de blogs e vídeos de YouTube.

### Significado pejorativo
De acordo com a obra Twentieth century words ("Palavras do Século 20"), de John Ayto, o termo "teoria da conspiração" era originalmente neutro e somente adquiriu uma conotação pejorativa em meados dos anos 1960, insinuando que o defensor da teoria possuísse uma tendência paranoica de achar que os eventos são influenciados por alguma agência secreta, maliciosa e poderosa. Em seu livro Teoria da Conspiração na América, publicado em 2013, o professor da Universidade do Estado da Flórida, Lance DeHaven-Smith, afirma que a expressão foi inventada na década de 1960 pela CIA para desacreditar as teorias conspiratórias sobre o assassinato do ex-presidente norte-americano John F. Kennedy. No entanto, segundo Robert Blaskiewicz, professor assistente de pensamento crítico da Universidade de Stockton e ativista cético, tais informações já existiam "desde pelo menos 1997", mas por terem sido recentemente promovidas por DeHaven Smith, "os teóricos conspiracionistas passaram a citar seu trabalho como uma autoridade" Blaskiewicz pesquisou o uso do termo "teoria da conspiração" e descobriu que ele sempre teve um significado depreciativo, que era usado para descrever "hipóteses extremas" e especulações implausíveis, já desde os anos 1870.
Em resposta à reação acalorada sobre seu uso da expressão "teorias da conspiração" ao descrever especulações extremas a respeito do massacre de Jonestown — como as alegações de que a CIA estaria conduzindo "experimentos de controle mental" —, a professora da Universidade Estadual de San Diego, Rebecca Moore, disse: "Eles estavam com raiva porque eu havia chamado sua versão da verdade de teoria conspiratória ... Em muitos aspectos, eles têm o direito de estar com raiva. O termo "teoria da conspiração" não é neutro. Ele é carregado de valores e leva consigo a condenação, a ridicularização e a rejeição. É bastante parecido com a palavra "culto" que utilizamos para descrever as religiões das quais não gostamos". Alternativamente, Moore descreve teorias da conspiração como "conhecimento estigmatizado" ou "conhecimento suprimido", que é baseado em uma "forte crença de que indivíduos poderosos estão limitando ou controlando o livre fluxo de informações para fins terríveis".

### Como cultura popular

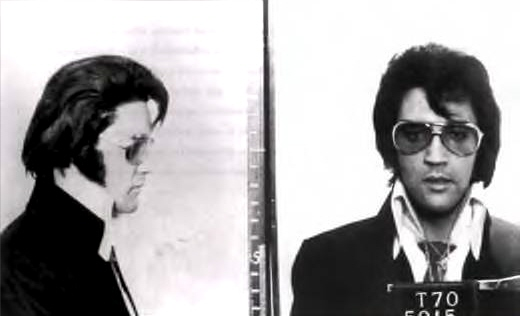
Existem aqueles que argumentam que Elvis Presley forjou sua própria morte e que ele foi visto após o dia de sua morte, ocorrida em 16 de Agosto 1977, em vários lugares (ver: Teorias de conspiração sobre Elvis Presley).

Clare Birchall, do King's College de Londres, descreve teoria da conspiração como sendo uma "forma de interpretação ou conhecimento popular". Ao adquirir o título de "conhecimento", ela passa a ficar junto de outros meios "legítimos" de conhecimento. A relação entre conhecimento legítimo e ilegítimo, afirma Birchall, está muito mais próxima do que as rejeições comuns das teorias conspiratórias querem nos fazer acreditar. Outros conhecimentos populares incluem contos de abdução alienígena, fofocas, algumas filosofias da nova era, crenças religiosas e astrologia.
Escreveu Harry G. West: "Na Internet, os teóricos de conspirações são frequentemente desprezados como um grupo 'marginal', apesar de existirem indícios de que uma grande parcela dos norte-americanos atualmente — que costumam discutir sobre etnia, gênero, educação, ocupação e outras diferenças — dão credibilidade a certas teorias conspiratórias". West analisa essas teorias como uma parte da cultura popular americana, comparando-as com o ultranacionalismo e o fundamentalismo religioso.

## Exemplos
Existem várias teorias conspiratórias não comprovadas de diferentes graus de popularidade que estão frequentemente relacionadas a, mas não se limitando a, planos governamentais clandestinos, elaborados tramas de assassinato, supressão de tecnologia e de conhecimentos secretos e outros supostos esquemas por trás de certos acontecimentos políticos, culturais ou históricos. Algumas têm sido tratadas com censura e com severas críticas por parte da lei, tal como a negação do Holocausto (ver: Críticas ao negacionismo do Holocausto). Elas costumam ir contra um consenso, ou não podem ser comprovadas pelo método histórico e, tipicamente, não são consideradas semelhantes às conspirações autênticas, como a pretensão da Alemanha de invadir a Polônia na Segunda Guerra Mundial.
Atualmente, as teorias da conspiração estão bastante presentes na Web sob a forma de blogs e vídeos de YouTube, bem como nas mídias sociais. Se a Web aumentou ou não a prevalência dessas teorias, esta é uma questão que ainda precisa ser pesquisada. Estudou-se a presença e representação de teorias conspiratórias nos resultados de sistemas de busca, mostrando uma variação significativa em diferentes tópicos e uma ausência geral de links bem conceituados e de alta qualidade nos resultados.

### Marxismo cultural
O marxismo cultural, que teria sido difundido pela Escola de Frankfurt, seria uma estratégia usada pela esquerda mundial para destruir o cristianismo e a civilização ocidental. O pensamento do húngaro György Lukács e do italiano Antonio Gramsci é apontado como estando na origem do marxismo cultural.

### Nova Ordem Mundial
A Nova Ordem Mundial é uma teoria da conspiração que afirma a existência de um suposto plano projetado para impor um governo único - coletivista, burocrático e controlado por setores elitistas e plutocráticos, etc. - em nível mundial. A teoria defende que tanto os eventos que são percebidos como significativos como os grupos que os provocam estariam sob controle de um grupo poderoso, - um grupo pequeno, sigiloso e com grande poder - com objetivos maléficos para a maioria da população (ver: Pedras Guias da Geórgia).
Essa teoria conspiratória afirma que um pequeno grupo internacional de elites controla e manipula os governos, a indústria e os meios de comunicação em todo o mundo. A principal ferramenta que eles usam para dominar as nações são as sociedades secretas e o sistema de banco central.

## Conspiração x teoria da conspiração
Katherine K. Young escreve que "toda conspiração verdadeira teve pelo menos quatro elementos característicos: grupos — não indivíduos isolados; objetivos ilegais ou sinistros — não aqueles que poderiam beneficiar a sociedade como um todo; atos orquestrados — não uma série de ações espontâneas e casuais; e planejamento secreto — não uma discussão pública".
As teorias envolvendo vários conspiradores que se comprovaram verdadeiras, como aquela que envolveu o ex-presidente dos Estados Unidos Richard Nixon e seus assessores, a qual visava acobertar o escândalo de Watergate, são geralmente referidas como "jornalismo investigativo" ou "análise histórica" em vez de teoria conspiratória.[carece de fontes?]

### Contraste com conspiração criminosa
Em direito penal, uma conspiração é um acordo entre duas ou mais pessoas que visa cometer um crime em algum momento no futuro. Conforme define um texto básico da academia de polícia dos Estados Unidos, "Quando um crime requer um grande número de pessoas, está formada uma conspiração". O professor de ciência política e sociologia, John George, da Universidade Central de Oklahoma, observa que, ao contrário das teorias conspiratórias propagadas por extremistas, as conspirações executadas dentro do sistema jurídico criminal exigem um alto nível de evidência, são geralmente de pequena escala e envolvem "um único evento ou questão".

### Distinção da análise institucional
Noam Chomsky trata a teoria da conspiração como sendo mais ou menos o oposto da análise institucional, a qual se concentra principalmente no público, no comportamento de longo prazo das instituições de conhecimento público, como registrado, por exemplo, em documentos acadêmicos ou relatórios da grande mídia. A teoria conspiratória examina as ações de alianças secretas envolvendo indivíduos.

## Psicologia
A crença generalizada em teorias da conspiração se tornou um tema de interesse para sociólogos, psicólogos e especialistas em folclore desde pelo menos a década de 1960, quando uma série de teorias conspiratórias surgiram em torno do assassinato do presidente dos EUA, John F. Kennedy. O sociólogo Türkay Salim Nefes destaca a natureza política dessas teorias. Ele sugere que uma das características mais importantes destas explicações é sua tentativa de desvendar as relações de poder "reais, porém ocultas," em grupos sociais. De acordo com uma pesquisa publicada no British Journal of Psychology, um dos fatores que levam as pessoas a aceitarem e acreditarem em teorias da conspiração é o narcisismo coletivo, que seria uma convicção exagerada na importância de um grupo. Dessa forma, o grupo em questão busca explicações que possam culpar os grupos inimigos, ignorando ou desacreditando as evidências que vão contra o que já acreditam. Além disso, os conspiracionistas se veem como especiais por terem acesso a um “conhecimento secreto”, enquanto as demais pessoas são ingênuas.

### Para explicar forças malignas
O cientista político Michael Barkun, ao discutir o uso de "teoria da conspiração" na cultura norte-americana contemporânea, sustenta que este termo é usado para uma crença que explica um evento como sendo o resultado de um plano secreto de conspiradores excepcionalmente poderosos e astutos que visam atingir um fim malévolo. De acordo com Barkun, o apelo do conspiracionismo se dá em três formas:
- "Em primeiro lugar, as teorias da conspiração alegam explicar o que a análise institucional não pode. Elas parecem fazer sentido fora de um mundo que é, de outra maneira, confuso.
- Segundo, elas fazem isso de uma forma atrativamente simples, dividindo categoricamente o mundo entre as forças do bem e as forças do mal. Elas descobrem a origem de todo o mal através de uma única fonte, os conspiradores e seus agentes.
- Terceiro, as teorias conspiratórias são frequentemente apresentadas como especiais, de conhecimento secreto desconhecido ou não apreciado por outras pessoas. Para seus teóricos, as massas não passam de rebanho que sofreu lavagem cerebral, enquanto que eles, possuidores do saber, podem se parabenizar por terem descoberto as enganações dos conspiradores".[22]

### Para atrapalhar governos democráticos
Segundo a psicóloga Karen Douglas, que estuda o pensamento da conspiração na Universidade de Kent, no Reino Unido, as teorias da conspiração influenciam as eleições de governos democráticos:

Ler sobre teorias da conspiração, em vez de fazer as pessoas se sentirem mais poderosas, faz com que elas se sintam menos poderosas (...) Nosso raciocínio é que se as pessoas percebem que outras estão conspirando e fazendo coisas anti-sociais, então parece normal que as pessoas façam essas coisas também (...) Além disso, se eles acham que o mundo é governado por poucos escolhidos e que tudo está determinado, por que se preocupar em sair e votar ou se envolver com um sistema corrupto?— Karen Douglas

## Tipos

### As cinco formas de Walker
Em 2013, o editor da revista Reason, Jesse Walker, desenvolveu uma tipologia histórica de cinco tipos básicos de teorias conspiratórias:
- O "Inimigo Externo" baseia-se em figuras diabólicas e se mobiliza fora da comunidade tramando contra ela.
- O "Inimigo Interno" compreende os conspiradores escondidos dentro do país, indistinguíveis dos cidadãos comuns.
- O "Inimigo de Cima" envolve pessoas poderosas que manipulam o sistema para seus próprios benefícios.
- O "Inimigo de Baixo" apresenta as classes mais baixas preparadas para romperem as suas limitações e subverter a ordem social.
- As "Conspirações Benevolentes" são forças angelicais que trabalham nos bastidores para melhorar o mundo e ajudar as pessoas.[62]

### Os três tipos de Barkun

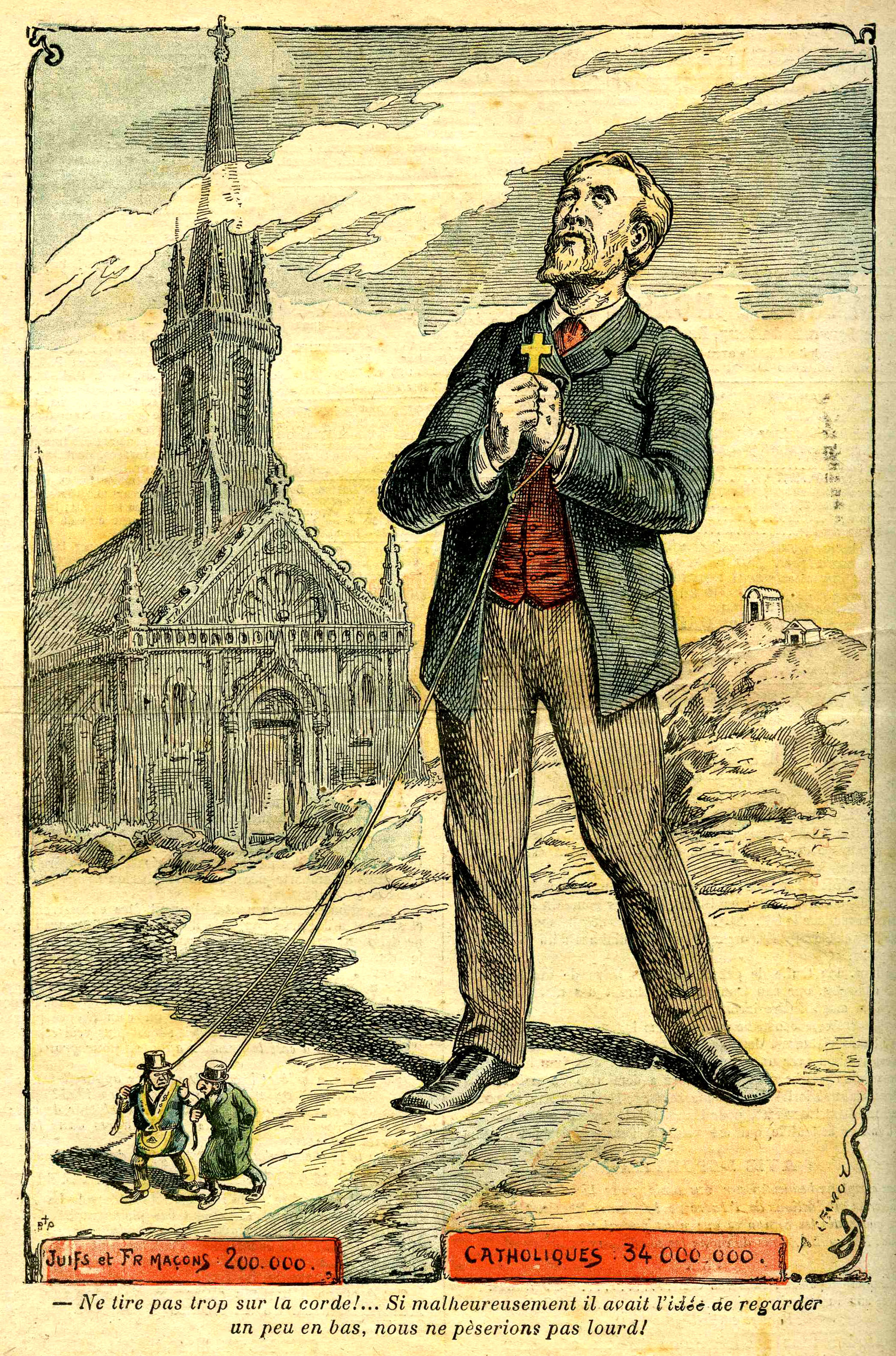
Desenho conspiracionista antissemita e antimaçom, representando a França católica sendo conduzida por judeus e maçons.

Barkun (discutido acima) classificou, em ordem crescente de largura, os tipos de teorias da conspiração, como se segue:
- Teorias conspiratórias de eventos. A conspiração é considerada responsável por um ou um conjunto de eventos limitados discretos. Alega-se que as forças conspiratórias têm focado suas energias em um objetivo limitado e bem definido. O exemplo mais conhecido no passado recente são as teorias sobre uma conspiração que supostamente causou o assassinato de Kennedy, como refletidas em sua literatura. Materiais semelhantes têm sido desenvolvidos discutindo as conspirações como sendo a causa para os ataques de 11 de setembro, a queda do voo 800 da TWA e a disseminação de Aids na comunidade negra[21] (ver: Operação INFEKTION)
- Teorias conspiratórias sistemáticas. Acredita-se que a conspiração possua grandes objetivos, normalmente concebidos para garantir o controle de um país, uma região ou até mesmo do mundo. Enquanto os objetivos se movem, a máquina conspiratória é geralmente simples: uma única organização do mal implementa um plano para se infiltrar e subverter as instituições existentes. Este é um cenário comum em teorias da conspiração que se focam nos supostos tramas envolvendo maçons, a Igreja Católica, ou judeus-maçons-comunistas assim como as teorias centradas no comunismo (perigo vermelho) ou no capitalismo internacional.[21]
- Super teorias conspiratórias. São as construções conspiratórias nas quais se acredita que múltiplas conspirações estejam interligadas de forma hierárquica. As sistemáticas e as de eventos estão unidas de maneiras complexas, de modo que as conspirações estejam encaixadas uma na outra. No topo da hierarquia situa-se uma força distante, porém poderosa, que manipula fatores conspiratórios menores. As super teorias da conspiração tiveram um particular crescimento desde os anos 1980, o que se reflete no trabalho de autores como David Icke e Milton William Cooper.[21]

### Rothbard: superficial vs profundo
Caracterizado por Robert W. Welch, Jr. como "um dos poucos grandes estudiosos que endossa abertamente a teoria da conspiração", o economista Murray Rothbard fez uma defesa das teorias conspiratórias "profundas" versus as "superficiais". Segundo Rothbard, um teórico "superficial" observa um evento questionável ou potencialmente obscuro e pergunta cui bono? ("Quem se beneficia?"), chegando à conclusão de que um evidente beneficiário é de fato responsável por eventos secretamente influenciáveis. Por outro lado, o teórico conspiracionista "profundo" começa com um palpite suspeito, mas vai mais longe em busca de evidências respeitáveis e verificáveis. Rothbard descreveu a sabedoria de um teórico profundo como se estivesse "essencialmente confirmando sua paranoia precoce através de uma análise factual mais profunda".

## Conspiracionismo como visão de mundo
O trabalho acadêmico sobre teorias da conspiração e conspiracionismo (a visão de mundo que coloca as teorias conspiratórias no centro do desenrolar da história) apresenta uma série de hipóteses como base para o estudo do gênero. De acordo com Berlet e Lyons, "Conspiracionismo é uma forma de narrativa particular de culpabilização que enquadra inimigos demonizados como sendo parte de uma vasta conspiração traiçoeira contra o bem comum, ao mesmo tempo que valoriza o bode expiatório como um herói por ter soado o alarme".
O historiador Richard Hofstadter abordou o papel da paranoia e do conspiracionismo ao longo da história americana em seu ensaio O Estilo Paranoico na Política Americana, publicado em 1964. O clássico As Origens Ideológicas da Revolução Americana (1967), de Bernard Bailyn, observa que um fenômeno semelhante pode ser encontrado nos EUA, durante o tempo que antecede a Revolução Americana. O conspiracionismo classifica as atitudes das pessoas, bem como o tipo de teorias conspiratórias que são mais gerais e históricas em proporção.
O termo "conspiracionismo" foi ainda mais popularizado pelo acadêmico Frank P. Mintz na década de 1980. Segundo Mintz, o conspiracionismo designa "a crença na primazia de conspirações no decorrer da história":
| “ | O conspiracionismo atende às necessidades de diversos grupos políticos e sociais nos Estados Unidos e em outros lugares. Ele identifica elites, culpa-as por catástrofes econômicas e sociais, e assume que as coisas serão melhores depois que uma ação popular puder removê-las das posições de poder. Como tal, teorias da conspiração não tipificam uma época ou ideologia particular. | ” |

Ao longo da história humana, líderes políticos e econômicos têm sido verdadeiramente a causa de enormes quantidades de morte e miséria e, algumas vezes, se envolviam em conspirações, ao mesmo tempo em que promoviam teorias conspiratórias sobre seus alvos. Hitler e Stalin são os exemplos mais proeminentes do século XX ao alegarem que suas vítimas conspiravam contra o Estado; existiram inúmeros outros. Em alguns casos, houve alegações descartadas como se fossem teorias da conspiração e que, mais tarde, se provaram ser verdadeiras. A ideia de que a própria história seja controlada por grandes conspirações de longa data é rejeitada pelo historiador Bruce Cumings:
| “ | Contudo, se existirem conspirações, elas raramente movimentam a história; elas fazem uma diferença nas margens, de tempos em tempos, mas com as consequências imprevisíveis de uma lógica que está fora do controle de seus autores: e é isso que está errado com 'teoria da conspiração'. A História é movida pelas amplas forças e grandes estruturas de coletividades humanas. | ” |

Justin Fox, da Revista Time, dá uma justificativa pragmática de conspiracionismo. Ele diz que os comerciantes de Wall Street estão entre o grupo de pessoas que mais possui espírito conspiracionista e atribui isso à realidade de algumas conspirações do mercado financeiro e à capacidade que as teorias da conspiração possuem de fornecer a orientação necessária nos movimentos do dia-a-dia do mercado. A maioria dos bons repórteres investigativos são também teóricos da conspiração, segundo Fox; e algumas das teorias deles se provaram ser ao menos parcialmente verdadeiras.

### Estados Unidos

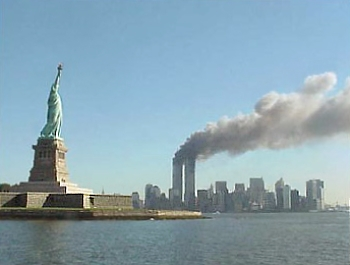
Uma das teorias da conspiração mais divulgadas afirma que os ataques de 11 de setembro de 2001 foram facilitados pela administração de George W. Bush, com a finalidade de dar aos Estados Unidos um pretexto para iniciar as guerras contra Afeganistão e Iraque, promover restrições aos direitos civis no país (Ato Patriota) e, iniciar ações de espionagem em larga escala (ver: Teorias conspiratórias sobre os ataques de 11 de setembro de 2001 e 9/11 Truth Movement).

"Alguns historiadores lançaram a ideia de que, mais recentemente, os Estados Unidos se tornou o lar das teorias conspiratórias, porque muitas conspirações proeminentes de alto nível têm sido empreendidas e descobertas desde a década de 1960." A existência de tais conspirações verdadeiras ajuda a alimentar a crença em teorias da conspiração.

### Oriente Médio
As teorias da conspiração são uma característica marcante da cultura e política árabe. Prof. Matthew Gray escreve que elas "são um fenômeno comum e popular". "O conspiracionismo é um fenômeno importante para a compreensão da política do Oriente Médio árabe ...". Variantes incluem conspirações que envolvem colonialismo, sionismo, superpotências, petróleo e a Guerra ao Terrorismo, a qual pode ser referida como uma guerra contra o Islã. Roger Cohen teoriza que a popularidade das teorias conspiratórias no mundo árabe é "o último refúgio dos mais fracos", e Al-Mumin Disse observou o perigo que tais teorias "não apenas nos impede de chegar à verdade, como também de confrontar nossos erros e problemas ... ".

## Prevalência
Alguns estudiosos argumentam que as teorias da conspiração, que eram limitadas a públicos marginais, se tornaram comuns nos meios de comunicação de massa, contribuindo para que o conspiracionismo emergisse como um fenômeno cultural nos Estados Unidos, entre o final do século XX e início do XXI. Segundo os antropólogos Todd Sanders e Harry G. West, evidências sugerem que um amplo setor  dos estadunidenses hoje dá credibilidade a algumas teorias conspiratórias. A crença nessas teorias tornou-se, assim, um tema de interesse para sociólogos, psicólogos e especialistas em folclore.

## Origens psicológicas
De acordo com alguns psicólogos, uma pessoa que crê em uma teoria da conspiração tende a acreditar em outras.
Outros psicólogos acreditam que a busca pelo sentido da vida é comum no conspiracionismo e para o desenvolvimento de teorias conspiratórias e pode ser, por si só, poderoso o suficiente para levar à primeira formulação da ideia. Uma vez conhecidos, o viés de confirmação e a fuga de dissonância cognitiva podem reforçar a crença. Em um contexto onde uma teoria da conspiração se tornou popular dentro de um grupo social, o reforço comunal pode igualmente desempenhar um papel. Algumas investigações feitas na Universidade de Kent (Reino Unido) sugerem que as pessoas podem ser influenciadas por teorias da conspiração sem estarem cientes de que suas atitudes mudaram. Após lerem teorias conspiratórias populares a respeito da morte de Diana, Princesa de Gales, os participantes deste estudo estimaram corretamente o quanto as atitudes de seus pares se alteraram, porém, subestimaram significativamente o quanto suas próprias atitudes haviam mudado para ficarem mais a favor das teorias. Os autores concluem que as teorias conspiratórias podem, assim, possuir um "poder oculto" para influenciar as crenças das pessoas.
Um estudo publicado em 2012 também constatou que teóricos de conspiração acreditam frequentemente em múltiplas conspirações, mesmo quando uma contradiz a outra. Por exemplo, pessoas que acreditam que Osama Bin Laden foi capturado vivo pelos americanos também estão propensas a acreditar que, na realidade, Bin Laden havia sido morto antes da invasão de 2011 a sua casa em Abbottabad, Paquistão, apontou o estudo.
Em um artigo científico de 2013 publicado na revista Scientific American Mind, o psicólogo Sander van der Linden argumenta que existem evidências científicas convergentes de que (1) as pessoas que acreditam numa conspiração são susceptíveis a aderirem a outras (mesmo quando contraditórias entre si); (2) em alguns casos, a ideação conspiratória tem sido associada com a paranoia e esquizotipia; (3) as visões de mundo conspiracionistas tendem a provocar a desconfiança de princípios científicos bem estabelecidos, como a associação entre tabagismo e câncer ou entre o aquecimento global e as emissões de CO2; e (4) a ideação conspiratória geralmente leva as pessoas a verem padrões onde não existem. Van der Linden também cunhou o termo O Efeito Conspiratório (em inglês:  The Conspiracy-Effect).
Psicólogos humanistas sustentam que, apesar do conluio por trás da conspiração ser quase sempre percebido como hostil, frequentemente a ideia da teoria conspiratória apresenta um elemento de tranquilidade aos seus crentes. Isso se deve, em parte, ao fato de que é mais consolador pensar que as complicações e transtornos em assuntos humanos são criados pelos próprios seres humanos, em vez de por fatores que fogem do controle humano. A crença em uma conspiração é um dispositivo mental que seu crente utiliza para se assegurar de que certos feitos e circunstâncias não são resultado do acaso, mas originados por uma inteligência humana. Isso torna tais ocorrências compreensíveis e potencialmente controláveis. Se uma associação secreta está envolvida numa sequência de acontecimentos, sempre existe a esperança, ainda que fraca, de ser capaz de interferir nas ações do grupo conspirador, ou para se juntar a ele e exercer um pouco desse mesmo poder. Por último, a crença no poder de uma conspiração é uma afirmação implícita da dignidade humana — uma confirmação, muitas vezes inconsciente, porém necessária, de que o homem não é um ser totalmente indefeso e sim responsável, ao menos em certa medida, pelo seu próprio destino.

### Projeção
Alguns historiadores defendem que existe um elemento de projeção psicológica no conspiracionismo. Esta projeção, de acordo com o argumento, se manifesta sob a forma de atribuição de características indesejáveis do ser aos conspiradores. O historiador Richard Hofstadter, em seu ensaio "O Estilo Paranoico na Política Americana", afirma que:
| “ | ...é difícil resistir à conclusão de que este inimigo seja, em muitos aspectos, a projeção do ser; tanto o ideal quanto os aspectos inaceitáveis do ser são atribuídos a ele. O inimigo pode ser o intelectual cosmopolita, mas a paranoia o excederá no aparato do conhecimento... a Ku Klux Klan imitou o catolicismo a ponto de vestir trajes sacerdotais, desenvolvendo um elaborado ritual e uma hierarquia igualmente elaborada. A John Birch Society simula células comunistas e operação quase secreta através de grupos "de frente" e realiza uma perseguição sem piedade de guerra ideológica seguindo linhas muito parecidas com as que encontra no inimigo comunista. Porta-vozes de várias cruzadas anticomunistas fundamentalistas expressam abertamente sua admiração pela dedicação e disciplina que a causa comunista suscita. | ” |

Hofstadter também notou que a "liberdade sexual" é um vício frequentemente atribuído ao grupo alvo do conspiracionista, observando que "muitas vezes as fantasias de verdadeiros crentes revelam fortes fugas sadomasoquistas, vivamente expressadas, por exemplo, no prazer que os antimaçônicos sentem com a crueldade de castigos maçônicos".
Um estudo de 2011 descobriu que pessoas altamente maquiavélicas são mais propensas a acreditar em teorias da conspiração, uma vez que elas próprias estariam mais dispostas a se envolverem numa conspiração quando colocadas na mesma situação que os supostos conspiradores.

### Viés epistêmico
De acordo com a Sociedade Britânica de Psicologia, é possível que certos vieses epistêmicos humanos básicos se projetem no material em análise. Um estudo citado pelo grupo descobriu que as pessoas aplicam uma regra geral por meio da qual esperam que um acontecimento significante tenha uma causa significante. O estudo ofereceu aos sujeitos quatro versões de acontecimentos nos quais um presidente estrangeiro (a) foi assassinado com sucesso, (b) foi ferido, mas sobreviveu, (c) sobreviveu com ferimentos, mas morreu de um ataque cardíaco em uma data posterior, e (d) saiu ileso. Os sujeitos tenderam em maior medida a suspeitar de conspiração nos casos dos "acontecimentos importantes" (aqueles em que o presidente morre) do que nos outros casos, apesar de que todas as outras evidências disponíveis a eles fossem as mesmas. Ligado à apofenia, tendência genética que os seres humanos têm de encontrar padrões de coincidência, isso permite a descoberta de conspiração em qualquer evento significativo.
Outra regra epistêmica geral que pode ser aplicada a um mistério envolvendo outras pessoas é a cui bono? (quem se beneficia?). Esta sensibilidade a motivos ocultos de outras pessoas pode ser uma característica evolutiva e universal da consciência humana.[carece de fontes?]

### Psicologia clínica
Para alguns indivíduos, uma compulsão obsessiva em acreditar, provar ou repetir uma teoria conspiratória pode indicar uma ou uma combinação de condições psicológicas bem compreendidas e outras hipotéticas, como: paranoia, negação, esquizofrenia, síndrome do mundo cruel e transtorno de personalidade esquizotípica.

## Origens sócio-políticas
Christopher Hitchens representa as teorias da conspiração como "fumos exaustos da democracia", o resultado inevitável de uma grande quantidade de informações que circulam entre um alto número de pessoas.
Descrições conspiracionistas podem ser emocionalmente satisfatórias quando elas colocam eventos em um contexto moral facilmente compreensível. O adepto da teoria é capaz de atribuir responsabilidade moral por um acontecimento ou situação emocionalmente perturbadora a um grupo de indivíduos claramente concebido. Crucialmente, tal grupo não inclui o crente. O crente pode então se sentir desculpado de qualquer responsabilidade moral ou política, já que corrigir qualquer falha institucional ou social poderia ser a fonte efetiva da dissonância. Da mesma forma, Roger Cohen, em um op-ed para o New York Times, propôs que "mentes cativas ... recorrem à teoria da conspiração, porque é o último refúgio do fracassado. Se você não pode mudar sua própria vida, deve ser porque alguma força maior controla o mundo."
Onde o comportamento responsável é impedido pelas condições sociais ou está simplesmente além das capacidades de um indivíduo, a teoria da conspiração facilita a descarga emocional ou a clausura que tais desafios emocionais requerem (segundo Erving Goffman)[carece de fontes?]. Assim como os pânicos morais, as teorias conspiratórias ocorrem com mais frequência dentro de comunidades que estão enfrentando o isolamento social ou a perda de poder político.
Ao estudar explicações alemães para as origens da Primeira Guerra Mundial, o historiador sociológico Holger Herwig descobriu que "Esses eventos considerados mais importantes são mais difíceis de compreender, pois eles atraem maior atenção por parte dos criadores de mitos e charlatães".[carece de fontes?]
Esse processo normal pode ser desviado por um certo número de influências. A nível individual, forçar necessidades psicológicas pode influenciar o processo, e algumas de nossas ferramentas mentais universais podem impor "pontos cegos" epistêmicos. A nível sociológico ou de grupo, fatores históricos podem tornar o processo de atribuir significados satisfatórios mais ou menos problemático.
Alternativamente, as teorias da conspiração podem surgir quando as evidências disponíveis no registro público não correspondem com a versão comum ou oficial de eventos. Neste sentido, as teorias conspiratórias podem, às vezes, servirem para destacar os "pontos cegos" nas interpretações comuns ou oficiais dos eventos.

### Influência da teoria crítica
O sociólogo francês Bruno Latour sugere que a grande popularidade de teorias da conspiração na cultura de massa pode ser devido, em parte, à presença da teoria crítica de inspiração marxista e de ideias semelhantes na academia, desde os anos 1970.
Latour observa que cerca de 90% da crítica social contemporânea na academia exibe uma de duas abordagens que ele chama de "a posição de fato e a posição de contos".:237 A posição de fato é antifetichista e sustenta que "objetos de crença" (por exemplo, religião, artes) são apenas conceitos sobre os quais o poder é projetado; Latour afirma que aqueles que usam esta abordagem exibem tendências no sentido de confirmar as suas próprias dúvidas dogmáticas como sendo em sua maioria "apoiadas cientificamente". Embora os fatos completos da situação e metodologia correta sejam ostensivamente importantes para eles, Latour propõe que o processo científico é, em vez disso, oferecido como uma patina às teorias preferidas de alguém, a fim de dar um ar de reputação elevada. A "posição de contos" defende que os indivíduos são dominados, muitas vezes secretamente e sem o seu conhecimento, por forças externas (por exemplo, economia, gênero). Latour conclui que cada uma dessas abordagens na Academia conduziu a um ambiente polarizado e ineficiente, destacado (em ambas) pela sua mordacidade. "Você vê agora por que é tão bom ter uma mente crítica?", pergunta Latour: não importa que posição você escolha, "Você está sempre certo!".
Latour assinala que este tipo de crítica social tem sido apropriada por aqueles que ele descreve como sendo teóricos de conspiração, incluindo os negacionistas das mudanças climáticas e o Movimento pela Verdade sobre 11 de setembro: "Talvez eu esteja levando as teorias da conspiração a sério demais, mas é que estou preocupado em detectar, nessas misturas loucas de descrença sem reflexão séria, exigências meticulosas por provas e o uso livre de explicações poderosas tiradas da "Terra do Nunca", muitas das armas de crítica social".

### Tropos dos meios de comunicação

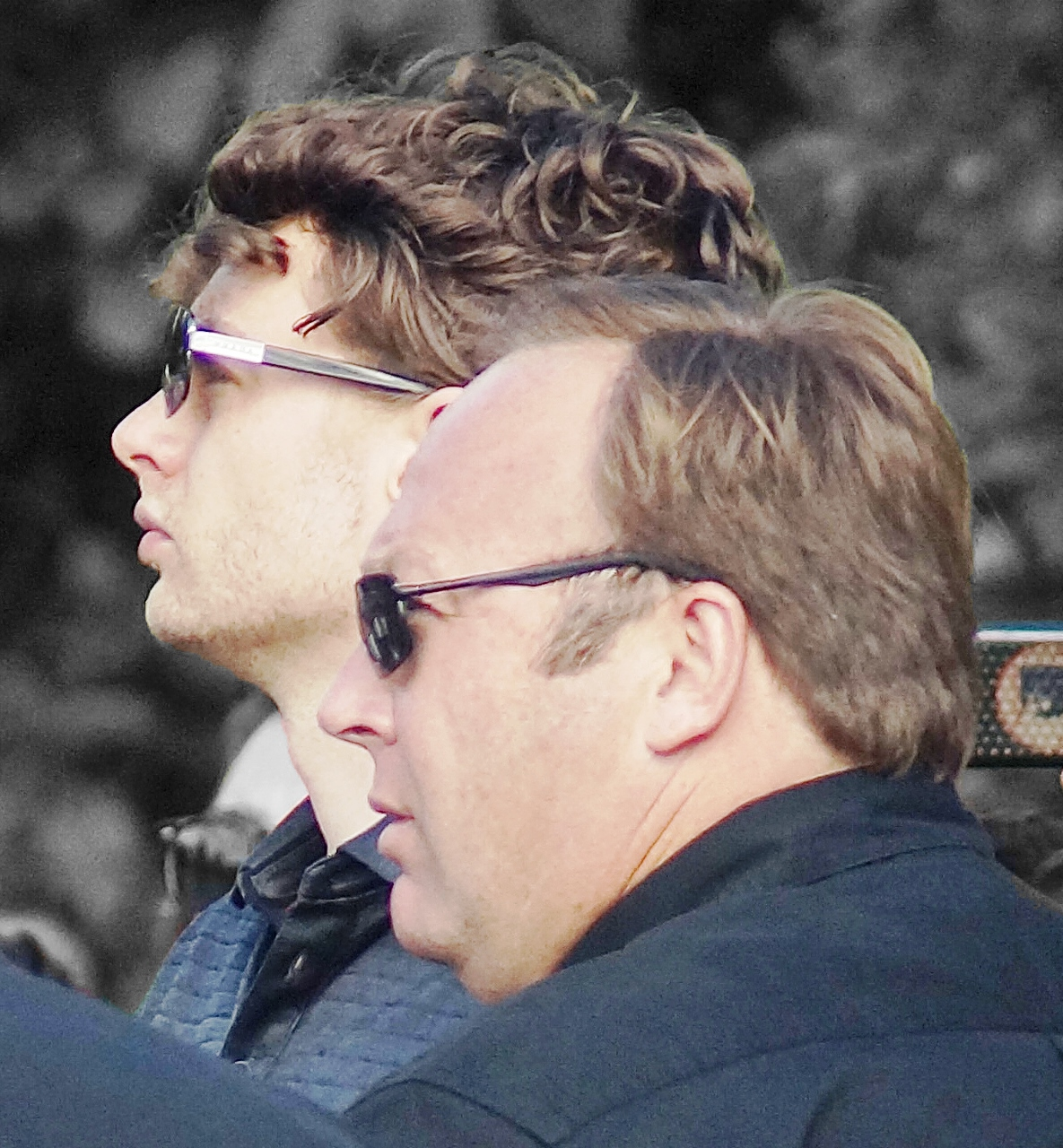
Paul Joseph Watson e Alex Jones, dois conhecidos teóricos da conspiração.

Comentaristas dos meios de comunicação notam regularmente uma tendência nas mídias de notícias e de cultura popular para compreender acontecimentos através do prisma de agentes individuais, em oposição a notícias estruturais ou institucionais mais complexas. Caso se trate de uma observação correta, pode-se esperar que a audiência que demanda e consome esta ênfase seja mais receptiva a informações personalizadas e dramáticas de fenômenos sociais.
Um segundo tropo da mídia, talvez relacionado, é o esforço em atribuir responsabilidades individuais a acontecimentos negativos. Os meios de comunicação têm a tendência de iniciar a busca por culpados, caso ocorra um acontecimento que seja de tamanha importância, e acabam não tirando o assunto da agenda de notícias por vários dias. Seguindo a mesma linha, tem-se dito que o conceito de puro acidente já não é mais permitido em um artigo de notícias.

### Paranoia da fusão
Michael Kelly, um jornalista do Washington Post e crítico dos movimentos antiguerra, tanto de esquerda quanto de direita, cunhou a expressão "paranoia da fusão" para se referir a uma convergência política entre ativistas de esquerda e direita em torno das questões antiguerra e liberdades civis que, segundo ele, eram motivadas por uma crença compartilhada no conspiracionismo ou em visões antigovernamentais.[carece de fontes?]
Barkun adotou esse termo para fazer referência ao modo como a síntese de teorias conspiratórias paranoicas, que um dia já foram limitadas apenas ao público marginal norte-americano, forneceu atração para as massas, possibilitando que as teorias se tornassem comuns nos meios de comunicação de massa, inaugurando assim um período inigualável de pessoas se preparando ativamente para cenários apocalípticos ou milenaristas nos Estados Unidos, do fim do século XX e princípios do 21. Barkun observa a ocorrência de conflitos que envolvem lobos-solitários com a aplicação da lei, que agem como intermediários para ameaçar os poderes políticos estabelecidos.

## Viabilidade das conspirações
À medida que crescem as evidências que minam uma suposta conspiração, o número de supostos conspiradores também cresce nas mentes dos teóricos da conspiração. Isto se deve à suposição de que os supostos conspiradores muitas vezes têm interesses conflitantes. Por exemplo, se o Presidente Republicano George W. Bush tivesse sido o responsável pelos ataques terroristas de 11 de Setembro, e o Partido Democrata não tiver prosseguido a exposição deste alegado complô, isso deve significar que tanto o partido Democrata como o Republicano são conspiradores no alegado complô. Também assume que os alegados conspiradores são tão competentes que podem enganar o mundo inteiro, mas tão incompetentes que mesmo os teóricos da conspiração não qualificados podem encontrar erros que cometem que comprovem a fraude. A certa altura, o número de alegados conspiradores, combinado com as contradições dentro dos interesses e competências dos alegados conspiradores, torna-se tão grande que manter a teoria torna-se um óbvio exercício de absurdo.
O físico David Robert Grimes estimou o tempo necessário para uma conspiração ser exposta com base no número de pessoas envolvidadas. Seus cálculos usaram dados do programa de vigilância PRISM, do estudo da Sífilis não Tratada de Tuskegee e do escândalo forense do FBI. Grimes estimou que:
- As acusações de falsificação nas alunissagens do Programa Apollo exigiriam o envolvimento de 411 000 pessoas e seria exposto em 3,68 anos;
- A teoria conspiratória sobre o aquecimento global exigiria 405 000 pessoas e ficaria exposta dentro de 3,70 anos;
- Uma conspiração sobre vacinação exigiria um mínimo de 22 000 pessoas (sem empresas farmacêuticas) e seria exposta em pelo menos 3,15 anos e no máximo 34,78 anos, dependendo do número envolvido;
- Uma conspiração para suprimir a cura do câncer exigiria 714 000 pessoas e seria exposta dentro de 3,17 anos.

## Uso político
Em seu livro A Sociedade Aberta e Seus Inimigos, Karl Popper utiliza o termo "teoria da conspiração" para criticar ideologias que conduzem ao historicismo. Popper argumenta que o totalitarismo foi fundado em cima de teorias conspiratórias que recorriam a complôs imaginários conduzidos por cenários paranoicos baseados no tribalismo, chauvinismo ou racismo. Popper não argumenta contra a existência de conspirações cotidianas (como se sugeria incorretamente em muita da literatura posterior). Popper usa até mesmo o termo "conspiração" para descrever atividades políticas ordinárias na Atenas clássica de Platão (que era o alvo principal de seu ataque na obra).
Em sua crítica aos totalitarismos do século XX, Popper escreve: "Não quero dar a entender que as conspirações nunca ocorrem. Ao contrário, são fenômenos sociais típicos." Reiterou seu ponto: "Conspirações ocorrem, é preciso admitir. Mas, apesar de suas ocorrências, o fato marcante que refutou a teoria da conspiração é que foram poucas as conspirações que tiveram êxito. Os conspiradores raramente consomem sua conspiração."
Durante a Guerra Fria, a União Soviética disseminou teorias conspiratórias para confundir e induzir governos ocidentais ao erro. Por meio de medidas ativas (estratégias de guerra política), a KGB criou teorias para desacreditar e difamar os Estados Unidos e, dentre as quais, destacam-se: a operação INFEKTION (que lançou sobre os EUA a "culpa" pela "criação" do vírus da AIDS), a acusação de que o pouso da NASA na Lua em 1969 foi uma farsa e, a teoria de que o assassinato de John F. Kennedy fora um complô da CIA acusando o espião E. Howard Hunt de cumplicidade. Teorias conspiratórias disseminadas pela KGB, foram concebidas de forma tão convincente que, no século XXI, algumas ainda recebem crédito.
Em um artigo de 2009, os acadêmicos de direito Cass Sunstein e Adrian Vermeule consideraram apropriadas as respostas governamentais às teorias conspiratórias:
| “ | O que o governo pode fazer em relação às teorias da conspiração? Entre as coisas que podem ser feitas, o que ele deveria fazer? Podemos rapidamente imaginar uma série de possíveis respostas. (1): O governo pode proibir a teorização de conspiração. (2): O governo pode impor algum tipo de imposto, financeiro ou de alguma outra forma, sobre aqueles que disseminam tais teorias. (3): O próprio governo pode se envolver em counterspeech (se posicionar publicamente contra tais teorias), juntando argumentos para desacreditar as teorias da conspiração. (4): O governo pode formalmente contratar entidades privadas confiáveis para exercerem counterspeech. (5): O governo pode envolver-se em uma comunicação informal com essas entidades, encorajando-as a ajudar. Cada instrumento tem um conjunto distinto de efeitos potenciais ou custos e benefícios, e cada um terá um lugar sob condições imagináveis. No entanto, a nossa principal ideia de política é que o governo deveria se envolver em infiltração cognitiva dos grupos que produzem teorias conspiratórias, que envolve uma mistura de (3), (4) e (5). | ” |

## Conspirações comprovadas
- A Okhrana (polícia secreta do Império Russo) promoveu o antissemitismo apresentando Os Protocolos dos Sábios de Sião como textos autênticos.[106]
- O assassinato de Leon Trotski no México por Ramón Mercader, um agente espanhol da NKVD soviética.[107]
- Falsificações de fotografias na União Soviética: O governo soviético tentou apagar algumas figuras que expurgava da história soviética, e tomou medidas que incluíam falsificação e alterações de imagens, destruindo filmes, e em casos mais extremos, matando famílias inteiras.[108]
- ODESSA (do alemão): Organisation der ehemaligen SS-Angehörigen - "Organização de antigos membros da SS") foi uma suposta rede de colaboração secreta desenvolvida por grupos nazistas para ajudar os membros da SS a escapar da Alemanha para outros países onde eles estavam seguros, particularmente para a América Latina (ver: Ratlines). A organização foi usada pelo romancista Frederick Forsyth em seu trabalho de 1972, The Odessa File, baseado em eventos reais, que lhe deram um grande impacto na mídia. Por outro lado, o maior investigador, perseguidor e responsável por informar sobre a existência e missão dessa organização foi Simon Wiesenthal, um judeu austríaco sobrevivente do Holocausto, que se dedicou a localizar ex-nazistas para levá-los a julgamento. A historiadora Gitta Sereny escreveu em seu livro Into That Darkness (1974), baseado em entrevistas com o ex-comandante do campo de extermínio de Treblinka, Franz Stangl, que a ODESSA nunca existiu. Ela escreveu: “Promotores da Autoridade Central de Ludwigsburg para a investigação de crimes nazistas, que sabiam exatamente como as vidas de certos indivíduos atualmente na América do Sul foram financiados no período do pós-guerra, procuraram milhares de documentos do começo ao fim, mas eles afirmam que são totalmente incapazes de autenticar a existência de 'Odessa'. Não é que isso importe: certamente havia vários tipos de organizações apoiando os nazistas depois da guerra - teria sido surpreendente se não houvesse ocorrido.[109]
- Al Capone - Al Capone era uma celebridade nacional, que cultivava uma imagem de empresário respeitável. O Massacre do Dia de São Valentim ganhou as manchetes em todo o país. Embora Capone estivesse em sua casa de férias perto de Miami no momento do massacre e nunca tenha sido preso pelo crime, ele foi considerado o principal suspeito de ter ordenado o massacre. A chacina prejudicou a imagem pública de Chicago, e levou a revelações sobre o império criminoso de Capone.[110]
- Na década de 1950, entidades privadas e o governo norte-americano testaram a eficácias das primeiras pílula anticoncepcional em mulheres pobres e em situação de vulnerabilidade no Porto Rico.[111]
- Projeto MKULTRA - às vezes também conhecido como programa de controle mental da CIA - foi o codinome dado a um programa secreto e ilegal projetado e executado pela Agência Central de Inteligência dos Estados Unidos (CIA) para experiências em seres humanos. Esses ensaios em humanos tinham a intenção de identificar e desenvolver novas substâncias e procedimentos para uso em interrogatórios e tortura, a fim de enfraquecer o indivíduo e forçá-lo a confessar a partir de técnicas de controle mental. Foi organizado pela Divisão de Inteligência Científica da CIA em coordenação com o Corpo Químico da Diretoria de Operações Especiais do Exército dos Estados Unidos.[112]
- A CIA esteve envolvida em várias operações de tráfico de drogas. Alguns desses relatórios afirmam que as evidências do Congresso indicam que a CIA trabalhou com grupos que eram conhecidos por estarem envolvidos no tráfico de drogas, de modo que esses grupos receberam informações de apoio úteis e materiais, em troca de permissão para suas atividades criminosas continuarem,[113] e de dificultar ou impedir prisões, acusações e aprisionamentos por parte das agências policiais dos EUA.[114]
- Vazamento de antraz de Sverdlovsk - Em 1979, esporos de Bacillus anthracis (o agente causador do antraz) foram acidentalmente liberados de uma instalação de pesquisa militar soviética na cidade de Sverdlovsk, União soviética (agora Ecaterimburgo, Rússia). O surto que se seguiu da doença resultou na morte de pelo menos 68 pessoas, embora o número exato de vítimas permaneça desconhecido. A causa do surto foi negada durante anos pelas autoridades soviéticas, que atribuíram as mortes ao consumo de carne contaminada.[115]
- Na década de 1980, o governo dos EUA estava envolvido em uma conspiração para derrubar o governo legitimamente constituído da Nicarágua, através do financiamento, através da venda de armas para o Irã e drogas nas ruas dos Estados Unidos, de uma guerrilha contrarrevolucionária. Esses fatos, conhecidos como "caso Irã-Contras" ou "Irangate", "envolveu vários membros do governo Ronald Reagan, incluindo o próprio presidente, e foram até mesmo levados a julgamento, comprovando sua veracidade.
- A rede ECHELON.

## Controvérsias
Além das controvérsias sobre os méritos de determinadas afirmações conspiratórias e das várias opiniões acadêmicas divergentes, a categoria geral da teoria da conspiração é em si um assunto controverso.
O termo "teoria da conspiração" é considerado por diferentes observadores como uma descrição neutra de uma afirmação de conspiração, um termo pejorativo usado para descartar tal afirmação sem um exame mais aprofundado, e um termo que pode ser aceito positivamente pelos proponentes de tal afirmação.
Alguns usam o termo para argumentos que podem não acreditar completamente, mas que consideram radicais e empolgantes. O significado do termo mais amplamente aceito é o que é compartilhado no uso na cultura popular e acadêmica, o que, na verdade, tem implicações negativas para o provável valor de verdade de um relato.
Dado esse entendimento popular do termo, é concebível que ele possa ser usado ilegitima e inadequadamente como um meio de descartar o que de fato são acusações substanciais e bem evidenciadas. A legitimidade de cada uso será, portanto, controversa. Observadores altruístas irão comparar as características de uma alegação com as da categoria mencionada acima, a fim de determinar se um determinado uso é legítimo ou prejudicial. A esse respeito, Michael Parenti usou o termo conspirafobia (conspiracy phobia). Esse autor, também, num de seus artigos, chama a CIA de "uma conspiração institucionalizada".
Certos proponentes de alegações de conspiração e seus defensores argumentam que o termo é completamente ilegítimo e que deve ser considerado de forma precisa como politicamente manipulador como a prática soviética de tratar os dissidentes políticos como doentes mentais. Os críticos dessa visão afirmam que o argumento tem pouco peso e que a declaração em si serve para expor a paranoia comum entre os teóricos da conspiração. Por outro lado, Daniel Pipes, um dos que usa o termo com frequência, até reconhece que alguns relatos foram feitos a pedido da CIA. Além disso, os críticos da conspiração frequentemente mencionam apenas as mais ridículas teorias conspiratórias sem mencionar conspirações que são historicamente comprovadas.
Alguns teóricos, como Charles Pigden, argumentam que a realidade de tais conspirações historicamente comprovadas deveria nos impedir contra qualquer rejeição apressada das teorias da conspiração. Pigden, em seu artigo Conspiracy Theories and the Conventional Wisdom ("Teorias da Conspiração e Sabedoria Convencional") argumenta que não apenas conspirações ocorrem, mas qualquer membro educado da sociedade acredita em pelo menos uma delas; Portanto, somos todos, na verdade, teóricos da conspiração, reconheçamos ou não.
Em qualquer caso, vale a pena considerar que o mesmo termo "conspiração" é bem antes do termo "teoria da conspiração", e é muito bem caracterizado em História, Direito Penal, leis penais e sentenças dos tribunais. Isso ilustra o fato de que a conspiração é e tem sido um comportamento humano muito real e muito frequente, enquanto a legitimidade do conceito muito recente de "teoria da conspiração" permanece aberta ao debate.
O conceito de "conspiração" é bem caracterizado em Direito Penal, além do fato de que muitas pessoas foram punidas pelos tribunais por esse motivo. O atual Código Penal da Espanha, de 1995, em seu artigo 17.1 diz: "A conspiração (crime) existe quando duas ou mais pessoas são reunidas para a execução de um crime e resolvem executá-lo". Os códigos penais espanhóis anteriores também definiam e puniam o crime de conspiração. A conspiração também é punida na legislação criminal de outros países.
O termo "teoria da conspiração" é em si o objeto de um tipo de teoria conspiratória que argumenta que aqueles que usam o termo estão manipulando o público para dispensar o assunto em discussão, seja em uma tentativa deliberada de esconder a verdade ou como um embuste para conspiradores mais vagarosos.
Quando as teorias conspiratórias são oferecidas como afirmações oficiais (por exemplo, vindas de uma autoridade governamental, como uma agência de inteligência), elas geralmente não são consideradas teorias da conspiração. Por exemplo, certas atividades do Comitê de Atividades Antiamericanas da Câmara dos Representantes dos Estados Unidos podem ser consideradas como uma tentativa oficial de promover uma teoria conspiratória, embora suas afirmações raramente sejam referidas como tal. Foi dito: "Quando uma teoria da conspiração não é uma teoria da conspiração? Quando é sua própria teoria". Tem sido apontado que muitas vezes as versões oficiais também são teorias conspiratórias embora não sejam reconhecidas como tal. Para este fim, foi cunhada a expressão "teoria da conspiração oficial".
Mais dificuldades surgem da ambiguidade do termo teoria. No uso popular, este termo é frequentemente usado para se referir a especulações infundadas ou fracamente baseadas, o que leva à ideia de que "não é uma teoria da conspiração se é de fato verdadeira".
Por outro lado, o uso do conceito de "teoria da conspiração" é uma preocupação exclusiva ou preponderante para "falsos positivos" (acreditando em uma conspiração que não existe) sem prestar atenção à possibilidade de um "falso negativo" (negar uma conspiração real). Aqueles que lidam com o fenômeno da conspiração não se preocupam se essas teorias são corretas às vezes ou não.

## Sociologia
Além de fatores psicológicos, como a ideação conspiracionista, os fatores sociológicos também ajudam a explicar quem acredita em quais teorias da conspiração. Tais teorias tendem a ganhar mais força entre os perdedores eleitorais na sociedade, por exemplo, e a ênfase das teorias da conspiração por parte das elites e dos líderes tende a aumentar a crença entre os seguidores que têm níveis mais elevados de pensamento conspiratório. Christopher Hitchens descreveu as teorias da conspiração como os "enfraquecedores da democracia": o resultado inevitável de uma grande quantidade de informação circulando entre um grande número de pessoas.
As teorias da conspiração podem ser emocionalmente satisfatórias, ao atribuir a culpa a um grupo ao qual o teórico não pertence e assim absolver o teórico da responsabilidade moral ou política na sociedade. Da mesma forma, Roger Cohen, escrevendo para o The New York Times, disse que, "mentes cativas; ... recorrem à teoria da conspiração porque é o refúgio definitivo dos impotentes. Se você não pode mudar sua própria vida, deve ser isso alguma força maior controla o mundo". O historiador sociológico Holger Herwig descobriu, ao estudar as explicações alemãs para as origens da Primeira Guerra Mundial: "Aqueles eventos que são mais importantes são os mais difíceis de entender porque atraem a maior atenção de criadores de mitos e charlatões". Justin Fox, da revista Time, argumenta que os traders de Wall Street estão entre o grupo de pessoas mais conspiracionistas e atribui isso à realidade de algumas conspirações do mercado financeiro e à capacidade das teorias da conspiração de fornecer a orientação necessária no dia a dia do mercado. movimentos diários.

## Política
O filósofo Karl Popper descreveu o problema central das teorias da conspiração como uma forma de erro fundamental de atribuição, onde cada evento é geralmente percebido como sendo intencional e planejado, subestimando enormemente os efeitos da aleatoriedade e das consequências não intencionais. Em seu livro The Open Society and Its Enemies (Sociedade aberta e seus inimigos), ele usou o termo "a teoria da conspiração da sociedade" para denotar a ideia de que fenômenos sociais como "guerra, desemprego, pobreza, escassez... [são] o resultado de projeto direto de alguns indivíduos e grupos poderosos". Popper argumentou que o totalitarismo foi fundado em teorias da conspiração que se baseavam em tramas imaginárias impulsionadas por cenários paranóicos baseados no tribalismo, chauvinismo ou racismo. Ele também observou que os conspiradores raramente alcançavam seu objetivo.
Historicamente, as conspirações reais tiveram geralmente pouco efeito na história e tiveram consequências imprevistas para os conspiradores, em contraste com as teorias da conspiração que muitas vezes postulam organizações grandiosas e sinistras, ou eventos que mudam o mundo, cujas provas foram apagadas ou obscurecidas. Conforme descrito por Bruce Cumings, a história é, em vez disso, "movida pelas amplas forças e grandes estruturas das coletividades humanas".

### Oriente Médio
As teorias da conspiração são uma característica predominante da cultura e da política árabes. As variantes incluem conspirações envolvendo o colonialismo, o sionismo, as superpotências, o petróleo e a guerra ao terrorismo, que pode ser referida como uma guerra contra o Islão. Por exemplo, Os Protocolos dos Sábios de Sião, um infame documento falso que pretende ser um plano judaico para a dominação mundial, é comumente lido e promovido no mundo muçulmano. Roger Cohen sugeriu que a popularidade das teorias da conspiração no mundo árabe é "o refúgio definitivo dos impotentes". Al-Mumin Said notou o perigo de tais teorias, pois elas "nos mantêm não apenas longe da verdade, mas também de confrontar nossas falhas e problemas". Osama bin Laden e Ayman al-Zawahiri usaram teorias da conspiração sobre os Estados Unidos para obter apoio à Al-Qaeda no mundo árabe e como retórica para se distinguirem de grupos semelhantes, embora possam não ter acreditado nas afirmações conspiratórias.

### Brasil
As teorias da conspiração sempre foram um fenômeno presente na sociedade brasileira, e, nos últimos anos, elas têm ganhado destaque e proliferado rapidamente, alimentadas pelo acesso fácil à informação na era da internet e pelas tensões políticas e sociais do país. Várias teorias conspiratórias têm surgido no Brasil, abrangendo uma ampla gama de tópicos, desde política até saúde pública. Uma das teorias mais recorrentes é a de que o sistema político brasileiro é completamente controlado por uma elite secreta, frequentemente associada a grupos financeiros internacionais. Essa teoria muitas vezes envolve a ideia de que a democracia é uma farsa e que as eleições são manipuladas. Outra teoria diz respeito à suposta influência de governos estrangeiros nas decisões políticas do Brasil, com ênfase especial nos Estados Unidos. Afirma-se que muitas ações do governo brasileiro são orientadas por interesses internacionais, em detrimento da soberania do país.
A pandemia de COVID-19 deu origem a uma série de teorias da conspiração relacionadas à origem do vírus, eficácia das vacinas e supostos planos para implantar chips de rastreamento através da vacinação. Essas teorias levaram a uma hesitação na vacinação e prejudicaram os esforços de saúde pública. Outra teoria da conspiração é a negação da eficácia da medicina baseada em evidências, favorecendo tratamentos alternativos não comprovados e alimentando a desconfiança nas instituições de saúde. Há também teorias conspiratórias relacionadas a questões sociais, como a ideia de que grupos minoritários ou movimentos sociais são parte de uma conspiração para destruir os valores tradicionais da sociedade. Isso frequentemente leva a preconceitos e discriminação.

## Religião
A relação entre as crenças religiosas e as teorias da conspiração é bem estabelecida, mas ainda pouco estudada.
A crença no criacionismo e em teorias da conspiração, por exemplo, compartilham um mesmo viés cognitivo, chamado de pensamento teleológico, ou seja, na tendência de acreditar que as explicações para assuntos complexos reside em causas longínquas e supremas. Apesar de a teleologia se considerada inadequada para explicar qualquer fenômeno natural, a ideia de que "nada acontece por acaso" ainda é uma forma de pensar muito comum.
Para se ter uma ideia, a adesão de pessoas religiosas a conspirações tem preocupado tanto o Papa Francisco quanto lideranças evangélicas.

## Leitura complementar
- Barkun, Michael (2003). A Culture of Conspiracy: Apocalyptic Visions in Contemporary America. Berkeley: University of California Press. ISBN 0-520-23805-2
- Basham, Lee (2011). «Conspiracy Theory and Rationality». In:  Jensen, Carl; Harré, Rome. Beyond Rationality. Newcastle on Tyne: Cambridge Scholars Publishing
- Burnett, Thom. Conspiracy Encyclopedia: The Encyclopedia of Conspiracy Theories
- Chase, Alston (2003). Harvard and the Unabomber: The Education of an American Terrorist. New York: W. W. Norton. ISBN 0-393-02002-9
- Coady, David (2012). «Chapter 5: Conspiracy Theories and Conspiracy Theorists». What to believe now : applying epistemology to contemporary issues. Chichester, West Sussex: Wiley-Blackwell
- deHaven-Smith, Lance (2013). Conspiracy Theory in America, University of Texas Press.
- Fenster, Mark (1999). Conspiracy Theories: Secrecy and Power in American Culture. Minneapolis: University of Minnesota Press. ISBN 0-8166-3243-X
- Goldberg, Robert Alan (2001). Enemies Within: The Culture of Conspiracy in Modern America. New Haven & London: Yale University Press. ISBN 0-300-09000-5
- Hofstadter, Richard (1965). The Paranoid Style in American Politics and Other Essays. New York: Alfred A. Knopf. ISBN 0-674-65461-7
- Johnson, George (1983). Architects of Fear: Conspiracy Theories and Paranoia in American Politics. Los Angeles: Jeremy P. Tarcher. ISBN 0-87477-275-3
- McConnachie, James; Tudge, Robin (2005). The rough guide to conspiracy theories. [S.l.: s.n.] ISBN 1-84353-445-2
- Melley, Timothy (1999). Empire of Conspiracy: The Culture of Paranoia in Postwar America. Ithaca, New York: Cornell University Press. ISBN 0-8014-8606-8
- Mintz, Frank P. (1985). The Liberty Lobby and the American Right: Race, Conspiracy, and Culture. Westport, CT: Greenwood. ISBN 0-313-24393-X
- Pigden, Charles (1995). «Popper Revisited, or What Is Wrong With Conspiracy Theories?». Philosophy of the Social Sciences. 25 (1): 3–34
- Johannes Rogalla von Bieberstein, '"Juedischer Bolschewismus". Mythos und Realität'. Graz;Ares 2010 ISBN 978-3-902475-75-6
- Johannes Rogalla von Bieberstein, 'Der Mythos von der Verschwoerung'. Wiesbaden: Marix 2008 ISBN 978-3-86539-162-9
- Nefes, Türkay Salim (2012) 'The history of the social constructions of Dönmes' Journal of Historical Sociology, Volume 25, Issue 3, pages 413–439, DOI: 10.1111/j.1467-6443.2012.01434.x.
- Nefes, Türkay Salim (2013) 'Political parties’ perceptions and uses of anti-semitic conspiracy theories in Turkey', The Sociological Review Volume 61, Issue 2, pages 247–264, DOI: 10.1111/1467-954X.12016.
- Pipes, Daniel (1997). Conspiracy: How the Paranoid Style Flourishes and Where It Comes from. New York: The Free Press. ISBN 0-684-87111-4
- Pipes, Daniel (1998). The Hidden Hand: Middle East Fears of Conspiracy. New York: St. Martin's Press. ISBN 0-312-17688-0
- Popper, Karl R. (1945). The Open Society and Its Enemies. Princeton: Princeton University Press. ISBN 0-691-01968-1
- Sagan, Carl (1996). The Demon-Haunted World: Science as a Candle in the Dark. New York: The Random House. ISBN 0-394-53512-X
- Vankin, Jonathan; John Whalen (2004). The 80 Greatest Conspiracies of All Time. New York: Citadel Press. ISBN 0-8065-2531-2
- Johannes Rogalla von Bieberstein: Der Mythos von der Verschwoerung. Philosophen, Freimaurer, Juden, Liberale und Sozialisten als Verschwoerer gegen die Sozialordnung. Wiesbaden: Marix 2008 ISBN 978-3-86539-162-9
- Walker, Jesse. The United States of Paranoia: A Conspiracy Theory (2013) excerpt and text search
- Cornel Zwierlein / Beatrice de Graaf (eds.), Security and Conspiracy in History, 16th to 21st Century. Historical Social Research 38, Special Issue, 2013.
- Slosson, W. "The 'Conspiracy' Superstition," The Unpopular Review, Vol. VII, N°. 14, 1917.
- van der Linden, S. (2013). «Moon Landing Faked!!! – Why People Believe in Conspiracy Theories». Scientific American – Mind Matters. Consultado em 14 de novembro de 2013
- Harris, Lee. "The Trouble with Conspiracy Theories," The American, 12 de janeiro de 2013.
- «Conspiracy Theories» (PDF). CQ Researcher. 19 (37): 885–908. 23 de outubro de 2009. ISSN 1056-2036
- Aaronovitch, David (2010). Voodoo Histories: The Role of the Conspiracy Theory in Shaping Modern History. [S.l.]: Riverhead. ISBN 978-1-59448-895-5
- Conspiracism, Political Research Associates
- Cziesche, Dominik; Jürgen Dahlkamp, Ulrich Fichtner, Ulrich Jaeger, Gunther Latsch, Gisela Leske, Max F. Ruppert (2003). «Panoply of the Absurd». Der Spiegel. Consultado em 6 de junho de 2006
- Gray, Matthew (2010). Conspiracy Theories in the Arab World: Sources and Politics. [S.l.]: Routledge. ISBN 978-0-415-57519-5
- Parsons, Charlotte (24 de setembro de 2001). «Why we need conspiracy theories». BBC News – Americas. BBC. Consultado em 26 de junho de 2006
- Meigs, James B. (2006). «The Conspiracy Industry». Popular Mechanics. Hearst Communications, Inc. Consultado em 13 de outubro de 2006. Arquivado do original em 24 de outubro de 2006
- McConnachie, James; Tudge, Robin (2005). The Rough Guide to Conspiracy Theories. [S.l.]: Rough Guides. ISBN 978-1-84353-445-7
- Swann, Julian (2004).  Coward, Barry, ed. Conspiracies and Conspiracy Theory in Early Modern Europe: From the Waldensians to the French Revolution. [S.l.]: Ashgate Publishing. ISBN 0-7546-3564-3
- Christopher L. Hodapp and Alice Von Kannon (2008). Conspiracy Theories and Secret Societies For Dummies. [S.l.]: Wiley. ISBN 0-470-18408-6
- Knight, Peter, ed. (2003). Conspiracy Theories in American History: An Encyclopedia. [S.l.]: ABC-Clio. ISBN 1-57607-812-4
- Arnold, Gordon B., ed. (2008). Conspiracy Theory in Film, Television, and Politics. [S.l.]: Praeger Publishers. p. 200. ISBN 0-275-99462-7
- West, Harry G.; Sanders, Todd (eds.). Transparency and Conspiracy: Ethnographies of Suspicion in the New World Order. Durham, North Carolina: Duke University Press. ISBN 978-0-8223-3024-0
- Rudmin, Floyd (2003). «Conspiracy Theory As Naive Deconstructive History». newdemocracy.org. Consultado em 18 de abril de 2008. Cópia arquivada em 17 de maio de 2008
- Cassam, Quassim (2015). «Bad Thinkers». Aeon